# Ljudevit Selo
Ljudevit Selo je naselje u Republici Hrvatskoj, u sastavu Grada Daruvara, Bjelovarsko-bilogorska županija. 

## Naziv
Ostali nazivi sela su Luisendorf, Luisino Selo i Ljudevitino Selo. Selo je dobilo ime po Luisi (Ludovika, Ljudevita), supruzi plemića Julija Jankovića.
Češki dosljenici nerado su prihvatili njemački naziv sela Luisendorf, kao i kasniji hrvatski prijevod Ljudevit Selo. Mjesto su radije nazivali Lipovac. Naziv dolazi od drvetaa lipe koje su uvelike rasle u tom šumovitom području.

## Povijest
Od 40 arheoloških nalazišta u mjestu 33 ih potiče iz srednjeg vijeka. Ostali su iz neolitika i eneolitika (8), brončanog doba (6), antike (5) i iz željeznog doba (2). Iz razdoblja neolitika i eneolitika najviše su keramički ostatci što ukazuje da se na tom području vjerojatno nalazilo naselje. Smatra se da ostaci spadaju pod eneolitsko-lasinjsku kulturu.
Selo je nastalo 1855. dolaskom 25 čeških obitelji.

## Stanovništvo
U službenom popisu stanovništva iz 1857. godine navodi se da je u mjestu živjelo 58 stanovnika. Unatoč velikoj smrtnosti, broj stanovnika se povećavao pa je u selu 1869. godine živjelo 146, a 1880. godine 158 stanovnika.
Prema popisu stanovništva iz 2001. godine, naselje je imalo 253 stanovnika te 75 obiteljskih kućanstava.
| broj stanovnika | 58    | 146   | 158   | 212   | 265   | 290   | 269   | 185   | 236   | 234   | 217   | 195   | 218   | 262   | 253   | 252   | 217   |
|                 | 1857. | 1869. | 1880. | 1890. | 1900. | 1910. | 1921. | 1931. | 1948. | 1953. | 1961. | 1971. | 1981. | 1991. | 2001. | 2011. | 2021. |

### Članci
- Herout, Vjenceslav. 2018. Ljudevitino Selo - selo koje je nastajalo u mukama. Zbornik Janković. Ogranak Matice hrvatske u Daruvaru. Daruvar. 3 (3): 157–181